# Japanagromyza propinqua
Japanagromyza propinqua är en tvåvingeart som beskrevs av Spencer 1973. Japanagromyza propinqua ingår i släktet Japanagromyza och familjen minerarflugor.
Artens utbredningsområde är Bahamas. Inga underarter finns listade i Catalogue of Life.